# Endō Shūsaku
Endō Shūsaku (Tokyo, 27. ožujka 1923. – Tokyo, 29. rujna 1996.), japanski romanopisac, pripadnik tzv. »Trećeg poslijeratnog naraštaja«, koji je ostavio značajan utjecaj u japanskoj književnosti druge polovine 20. stoljeća. Odlikovan je japanskim Odlikovanjem za kulturu i papinskim Ordenom sv. Silvestra te je dobitnik nekoliko japanskih književnih nagrada. Prijateljevao je s Grahamom Greenom, s kojim je često i uspoređivan.
Ubrzo nakon rođenja u Tokiju 1923., s obitelji se seli u Mandžuriju, tada pod upravom Japanskog Carstva. Nakon roditeljske rastave 1933. vraća se s majkom k teti u Kobe. Sljedeće je godine kršten u Katoličkoj Crkvi. Godine 1943. upisao se na Sveučilište Keio, no rat prekida studij te radi u tvornici municije, ali i objavljuje prve književne uratke. U jednom od tih će časopisa (Mita Bungaku) kasnije postati i glavnim urednikom. Nakon prvotnog upisa na studij medicine na Sveučilištu Waseda, god. 1950. upisuje francusku književnost na Sveučilištu u Lyonu, na kojem proučava djela francuskih katoličkih pisaca (Francoisa Mauriaca, Georgesa Bernanosa i dr.) te 1953. i diplomira.
Istaknuo se svojim povijesnim romanima. U Bijelom i Žutom čovjeku obrađuje suprotstavljene poglede Japana i Zapada na kršćanstvo, a u Moru i otrovu iznosi priču o zarobljenom američkom vojnom pilotu u Drugom svjetskom ratu. Na najveći odjek, pak, nailazi njegov roman Šutnja o progonima japanskih kršćana tijekom 17. stoljeću. Shusakuovi likovi često prolaze moralne dvojbe i krize vjere, a sudbina im je uglavnom tragična. U djelima je vidljiv utjecaj iskustva rata u piščevoj mladosti. God 1994. bio je nominiran za Nobelovu nagradu za književnost, koja je te godine pripala njegovu sunarodnjaku Kenzaburu Oeu. Preminuo je 1996. od hepatitisa u Sveučilišnoj bolnici u Tokiju. U Nagasakiju mu je posmrtno posvećen muzej.